# Richard Dirmoser
Richard Wenzel Alexander Dirmoser (* 14. Juni 1872 in Brünn, Mähren; † 24. März 1919 in Pilsen, Böhmen) war ein österreichisch-ungarischer Erfinder auf dem Gebiet Geschütztechnik.

## Leben
Richard Dirmoser kam in der Regierungszeit von Kaiser Franz Joseph I. als Sohn des Alexander Dirmoser, eines Appreturmeisters in Textilfabriken und dessen Ehefrau Theresia geb. Mildner in der mährischen Provinzstadt Brünn in Österreich-Ungarn zur Welt. Er war der ältere Bruder von Oswald Dirmoser, der ebenfalls im Maschinenbau tätig war. Nach dem Besuch der Realschule in Bielitz studierte Dirmoser an der Technischen Hochschule in Brünn und erwarb 1895 das Ingenieursdiplom.
Mit diesem Abschluss arbeitete er zunächst als Lehrer an der Staatsgewerbeschule in Bielitz und wechselte 1897 zur Ersten Brünner Maschinenfabriks AG, wo er bis 1900 als Konstrukteur tätig war. Anschließend war Dirmoser bis zum Ende des Ersten Weltkrieges 1918 im Konstruktionsbüro für Geschütze der Skodawerke in Pilsen tätig, ab 1914 als deren Chefkonstrukteur. In dieser Eigenschaft organisierte er auch die Bestückung der schweren motorisierten Artillerie des k. u. k. Feldheeres sowie die Schlachtschiffe der Kriegsmarine und konstruierte Geschütze wie die Geschütztürme der Viribus-Klasse für die Land- und Seeverwendung wie die fahrbare 30,5 cm Mörserlafette, die fahrbare 28 cm Haubitzlafette und die 24 cm Belagerungskanone, ebenfalls eine Lafette. Als Verfechter des Normungsgedanken in Österreich-Ungarn besaß Dirmoser auch Patente für Wechselgetriebe und Munitionssetzer für Geschütze, die er 1903 bzw. 1906 beim Patentamt anmeldete.
Im Kriegsjahr 1915 ernannte ihn die Technische Hochschule in Brünn zum Ehrendoktor der technischen Wissenschaften  und 1916 wurde Dirmoser in Anerkennung seiner vorzüglichen Leistungen auf kriegstechnischem Gebiet das Offizierskreuz des Franz Joseph-Ordens mit der Kriegsdekoration verliehen. Nach Kriegsende wurde Richard Dirmoser als Chefkonstrukteur der Skodawerke abgesetzt, was wahrscheinlich der Grund für seine TBC Erkrankung war, an welcher er schlussendlich am 24. März 1919 im 47. Lebensjahr verstarb. 